# Bad Moon
Bad Moon è stato un fumetto fantascientifico italiano, pubblicato dalla Xenia edizioni, in formato bonellide, tra l'aprile e l'ottobre 1995. La serie è stata ideata da Claudio Bruneri Fusi (testi) e Andrea Da Rold (grafica personaggi), mentre le copertine sono di Massimo Borrelli. Negli editoriali dei primi albi la serie viene esplicitamente definita come di genere cyberpunk.

## Trama
La serie è ambientata genericamente nel "terzo millennio", senza una data precisa, ma nel quarto albo vengono descritti eventi avvenuti quasi 4 secoli prima in cui l'umanità mostrava già avanzate tecnologie spaziali. 
Il pianeta Terra è fortemente inquinato (con l'eccezione dei paesi scandinavi), con aree dichiarate off-limits per via della presenza di sostanze tossiche, mentre il governo terrestre, rappresentato dalla New Day Corporation, governa il pianeta e i suoi dintorni da un'astronave chiamata Matrix (termine che, viene spiegato, nel linguaggio parlato nel futuro significherebbe "utero"). Le cause dell'inquinamento del pianeta e della devastazione di molte aree non sono chiarite esplicitamente, ma nella prima storia vengono presentati degli alieni chiamati Ennox, che, cercando rifugio sul pianeta, vennero invece attaccati e, come rappresaglia, attivarono un'arma in grado di inquinare i 2/3 dell'atmosfera, mentre nella quarta storia viene descritta un'era di ricostruzione a seguito di alcuni scontri tra asteroidi avvenuti più di tre secoli prima, con la creazione di 5 nuovi satelliti in orbita intorno alla terra, alcuni dei quali colonizzati. Uno di questi satelliti, una specie di ricostruzione sintetica della Terra pre-inquinamento per abitanti benestanti, viene distrutto al termine della quarta storia, a causa di un accumulo di scorie tossiche.
Gli umani del futuro presentato non hanno più nome e cognome, ma un nickname seguito da un monogramma, e vengono identificati tramite il loro codice genetico. L'unica eccezione al semplice nickname sembrano essere gli accademici, che come soprannome usano il titolo di "professor" seguito dal nome tradizionale della loro famiglia. La longevità, per lo meno tra la popolazione che può permettersi cure costose, viene presentata come notevolmente aumentata.
Agli umani si affiancano i replicanti (chiamati anche semplicemente "repli"), esseri artificiali totalmente o parzialmente robotici, ma dell'aspetto indistinguibile da quello degli umani, normalmente vincolati da limiti alla loro libertà di azione.
Il volo spaziale viene presentato come all'ordine del giorno, ma non sono presenti colonie umane al di fuori del sistema solare.

## I personaggi
- Bad Moon: è il protagonista, presentato come un ex collaboratore del governo (dalle competenze molto varie e mai perfettamente chiarite), ma dotato di un forte spirito ribelle. A causa degli eventi del primo albo si ritrova nuovamente reclutato nelle forze governative, seppur con molta libertà di movimento. Sposato tramite un "matrimonio temporaneo" con la moglie Yoske, è sentimentalmente diviso tra questa e l'amante, la terrorista Kindy Killer, ma all'occorrenza non disdegna di tradire entrambe. È raffigurato come un uomo atletico, biondo con i capelli lunghi raccolti in un codino e con un orecchino nel lobo dell'orecchio.
- Archy: spalla del protagonista, è uno scienziato tutto-fare legato a Bad Moon da amicizia e da affari non sempre legali. Anche lui verrà reclutato dalle forze governative dopo il primo albo. Nelle storie viene mostrato spesso mentre è alla guida di un mezzo stradale estremamente simile ad una Piaggio Vespa.
- Kindy Killer: amante di Bad Moon, è una ricercata appartenente ad un gruppo terrorista femminista chiamato Fronte di liberazione Ashanti. Le sue richieste di collaborazione o aiuto a Bad Moon sono sovente la motivazione con cui il protagonista viene trascinato nell'avventura di turno. È il comprimario che appare più spesso sulla copertina insieme al protagonista, fin da quella del primo albo. È raffigurata come una donna attraente, con i capelli scuri e corti e un tatuaggio a forma di ragno stilizzato sul braccio sinistro.
- Yoske: compagna di Bad Moon legata a lui da un "matrimonio temporaneo". Durante i pochi albi pubblicati viene mostrato come Bad Moon cerchi (senza molto successo) di regolarizzare e rinsaldare il rapporto con lei.
- Axl: capo delle forze armate del governo, viene mostrato come legato da un rapporto di amicizia/odio di lunga data sia con Bad Moon che con Archy. Pur essendo ufficialmente un loro superiore, corre in loro aiuto alla minima richiesta, concedendogli l'uso delle risorse governative o appoggio per le loro azioni ai limiti del legale.
- Keyron: essere artificiale, dalle caratteristiche simili a quelle di un rettile, creato dagli alieni Ennox. Viene spiegato nel primo albo che doveva essere il primo di una serie di esseri da usare per la difesa dopo l'arrivo sulla Terra (gli Ennox, popolo pacifico, non eccellevano nelle abilità combattive), ma un incidente alla loro astronave che li costrinse ad anticipare i tempi per l'atterraggio prima, e l'attacco subito dalle forze umane dopo, impedirono lo sviluppo del progetto. Keyron, unico della sua specie, contro lo stesso volere dei pochi (ma apatici) sopravvissuti degli Ennox, sta portando avanti un piano di vendetta e sterminio dell'umanità, aiutato da ribelli e criminali umani, che hanno trovato rifugio nelle aree controllate dall'essere alieno.

## La serie
Gli albi si caratterizzavano per l'uso di uno slang inventato per sostituire frequenti parolacce e termini futuristici, di cui veniva data ogni volta traduzione sia tramite didascalie, sia a fondo tavola, senza tuttavia riportare integralmente l'imprecazione (es "cogno" nel testo e a fondo tavola "cogno: caz...").

## Albi
La serie è stata interrotta al settimo albo per lo scarso riscontro di vendite. Un ottavo numero, intitolato Ultima puntata, è annunciato in quarta di copertina del numero 7, ma non è stato pubblicato. Negli albi 5, 6 e 7 sono presenti delle cartoline omaggio (che viene detto nell'editoriale del numero 5 giustificano, in parte, l'aumento di prezzo, da 2700 a 3000 lire), rappresentanti alcuni dei personaggi, ad opera di Andrea Da Rold (5 e 6) e Stefano Cafagna (7).
| Nr. | Titolo Albo            | Data di pubblicazione | Soggetto             | Sceneggiatura        | Disegni                                                             |
| --- | ---------------------- | --------------------- | -------------------- | -------------------- | ------------------------------------------------------------------- |
| 1   | Le stanze di Kronos    | Aprile 1995           | Claudio Bruneri Fusi | Claudio Bruneri Fusi | Andrea Da Rold (disegno) e Anna Mucciarelli e Daniele Magni (chine) |
| 2   | Quando piove a Dunedin | Maggio 1995           | Stefano Brandi       | Stefano Brandi       | Vincenzo Nisco                                                      |
| 3   | Repli song             | Giugno 1995           | Roberto Pergolani    | Roberto Pergolani    | Beniamino Delvecchio (disegno) e Luca Ravallese (chine)             |
| 4   | La fine di Eranion     | Luglio 1995           | Claudio Bruneri Fusi | Claudio Bruneri Fusi | Andrea Da Rold (disegno) e Daniele Magni (chine)                    |
| 5   | Nero sotto la pelle    | Agosto 1995           | Roberto Pergolani    | Roberto Pergolani    | Vincenzo Nisco                                                      |
| 6   | L'impronta del dio     | Settembre 1995        | Roberto Pergolani    | Roberto Pergolani    | Stefano Cafagna                                                     |
| 7   | Dream toys             | Ottobre 1995          | Roberto Pergolani    | Roberto Pergolani    | Beniamino Delvecchio                                                |